# Angela Lee
Angela Seung Ju Pucci (de soltera Lee; Vancouver, Columbia Británica, Canadá; 8 de julio de 1996) es una artista marcial mixta canadiense retirada, que compitió en las categorías de peso átomo y peso paja de ONE Championship, donde fue Campeona Mundial de Peso Átomo Femenino de ONE.
El 5 de mayo de 2016, Angela se convirtió en la persona más joven en ganar un título mundial en MMA derrotando a Mei Yamaguchi por el Campeonato de Peso Átomo Femenino de ONE. Fight Matrix la posiciona en el #14 del ranking de Peso Paja Femenino (105.1-115 libras).

## Primeros años
Lee nació en Vancouver, hija de Ken Lee, un chino-singapurense y de Jewelz Lee, una surcoreana-canadiense; por lo tanto posee ascendencia singapurense, china y surcoreana. Se trasladó a Hawaii con su familia a los 7 años de edad. Al ser ambos padres artistas marciales, ella comenzó a entrenar y competir a los 6 años de edad. Sus hermanos menores Christian y Victoria también son peleadores de MMA, y su hermano Adrian (nacido en Waipahu), también entrena artes marciales.
En 2011, Angela Lee ganó el campeonato nacional de panktration amateur de Estados Unidos, y al siguiente año, ganó el campeonato mundial de la World Pangration Athlima Federation world championships en Grecia Lee recibió su cinturón negro de Jiu-Jitsu Brasileño el 9 de febrero de 2018, por parte del cinturón negro de tercer grado de Mike Fowler y de su padre Ken Lee, quien es también un cinturón negro.

## Carrera de artes marciales mixtas
En 2014, Lee hizo su debut amateur, y en noviembre de ese año ganó el título de amateur derrotando a Audrey Perkins en Destiny MMA: Na Koa 7 en Honolulu para convertirse en la campeona de peso paja de Destiny MMA.

### ONE Championship
Lee firmó con ONE Championship en 2014 e hizo su debut promocional en ONE Championship: Warrior's Quest el 22 de mayo de 2015, sometiendo a Aya Saber en el primer asalto. Lee compite representando tanto a Estados Unidos como a Singapur.
Luego de la victoria, Lee dejó la universidad en Hawaii (ella estaba estudiando administración de emrpesas) y se trasladó a Singapur y se unió a Evolve MMA. En su siguiente pelea, Lee enfrentó a Mona Samir en ONE Championship: Odyssey of Champions el 27 de septiembre de 2015. Ganó la pelea por sumisión el primer asalto.
Su tercera pelea profesional fue contra Natalie Gonzales Hills en ONE Championship: Pride of Lions el 13 de noviembre de 2015. Lee sometió a Natalie Gonzales Hills con un twister en el primer asalto. Lee más tarde el premio de Sumisión del Año de 2015.
Lee enfrentó a Lena Tkhorevska en ONE Championship: Spirit of Champions el 11 de diciembre de 2015. Ganó la pelea por sumisión (rear-naked choke) en el segundo asalto. La primera pelea de 2016 de Lee fue contra Rebecca Heintzman en ONE Championship: Tribe of Warriors el 20 de febrero de 2016. Ganó la pelea por sumisión (neck crank) en el segundo asalto.

#### Campeonato Mundial de Peso Átomo de ONE
Lee obtuvo una oportunidad titular por el Campeonato Inaugural de Peso Átomo de ONE contra la veterana Mei Yamaguchi en ONE Championship 42: Ascent to Power el 6 de mayo de 2016. Lee ganó la pelea decisión unánime y se convirtió en la campeona mundial más joven de la historias de las MMA.
La victoria por Campeonato Inaugural de Peso Átomo de ONE la hizo merecedora de un bono de 68.200 dólares singapurenses por su actuación. Los medios especializados de MMA describieron su pelea con Yamaguchi como contendiente a Pelea del Año. Lee luego firmaría un nuevo contrato con ONE Championship. Los comentaristas especularon que su nuevo contrato podría convertir a Lee en la adolescente mejor pagada en la historia de las MMA.
El 11 de marzo de 2017, Angela Lee derrotó a Jenny Huang y retuvo su Campeonato Mundia de Peso Átomo. El 27 de mayo de 2017, Lee hizo defendió exitosamente su título por segunda vez contra Istela Nunes.
El 8 de noviembre de 2017, Chatri Sityodtong anunció que Angela Lee había estado involucrada en un grave accidente automovilístico después de haberse quedado dormida al volante. Ella logró sobrevivir al incidente con una conmoción cerebral y quemaduras menores. Su pelea con Mei Yamaguchi que estaba programada para ocurrir el 24 de noviembre fue reagendada para el 18 de mayo de 2018, en ONE Championship Unstoppable Dreams. Lee ganó la pelea por decisión unánime.
Lee estaba programada para enfrentar a la campeona reinante de peso paja Jingnan Xiong en ONE Championship: Heart of the Lion el 9 de noviembre de 2018, en un intento por convertirse en la primera campeona femenina de dos divisiones de ONE Championship. Sin embargo, el 5 de noviembre de 2018, Lee reveló que había sido forzada a ser retiraa de la cartelera por una lesión de espalda. La pelea eventualmente ocurriría el 31 de marzo de 2019, en ONE Championship: A New Era. Lee fue derrotada por TKO en el quinto asalto.
En ONE Championship: Masters of Destiny, Angela Lee sufriría otra derrota por parte de Michelle Nicolini, por decisión unánime.
Lee defendió su Campeonato de Peso Átomo de ONE contra Xiong Jingnan en ONE Championship: Century el 13 de octubre de 2019. Ganó la pelea por sumisión en el quinto asalto.
Luego de su embarazo, Lee regresó para defender su Campeonato de Pesto Átomo contra la ganadora del Grand Prix de Peso Atómo de ONE Stamp Fairtex, en ONE Championship: X el 26 de marzo de 2022. Luego de sobrevivir a un golpe en el hígado en el primer asalto, Lee ganó la pelea por sumisión en el segundo asalto.
Lee enfrentó a Xiong Jingnan por el Campeonato de Peso Paja de ONE en ONE on Prime Video 2, el 30 de septiembre de 2022. Perdió la pelea por decisión unánime.

#### Retiro
El 30 de septiembre de 2023, Lee anunció su retiro de las artes marciales mixtas y dejó vacante su título durante el evento ONE Fight Night 14. Como resultado, la pelea por el título interino entre Stamp Fairtex y Ham Seo-hee fue promovida para ser por el título indiscutido vacante.

## Vida personal
Lee tiene tanto ciudadanía estadounidense como canadiense.
Lee está casada con el también peleador de artes marciales mixtas Bruno Pucci. El 1 de octubre de 2020, Lee anunció en sus redes sociales que estaban esperando a su primer hijo. En abril de 2021, Lee dio a luz a una niña llamada Ava Marie.
Lee y su marido son entrenadores en jefe en United BJJ Hawaii, un gimnasio que fundaron en 2021. La apertura de su gimnasio fue retrasada debido a un acto de vandalismo occurido cerca de la fecha de apertura.
El hermano menor de Angela, Christian, es el reinante Campeón Mundial de Peso Ligero y Peso Wélter de ONE. Su hermana menor, Victoria (2004-2022), tuvo un exitoso debut en MMA a los 16 años de edad el 26 de febrero de 2021.

## Campeonatos y logros

### Artes marciales mixtas
- Carrera amaetur
  - Campeona de Peso Paja de Destiny MMA (Una vez)
- ONE Championship
  - Campeonato Mundial de Peso Átomo de ONE (Una vez; inaugural)
    - Cinco defensas titulares exitosas

  - Actuación de la Noche (Una vez) vs. Stamp Fairtex
  - Pelea del Año 2022 de MMA vs Stamp Fairtex
  - Pelea del Año de 2016 vs. Mei Yamaguchi[53]
- WMMA Press Association[16]
  - Novata del Año de 2015
  - Sumisión del Año de 2015 vs. Natalie Gonzales Hills
- World MMA Awards
  - Peleadora Femenina del Año de 2015 (Nominada)[54]
  - Comeback del Año de 2018 vs. Mei Yamaguchi[55]
- MMAJunkie.com
  - Pelea del Mes de mayo de 2016 vs. Mei Yamaguchi[56]

## Récord en artes marciales mixtas
| Récord profesional | Récord profesional | Récord profesional |
| 14 peleas          | 11 Victorias       | 3 Derrotas         |
| ------------------ | ------------------ | ------------------ |
| Nocaut             | 1                  | 1                  |
| Sumisión           | 8                  | 0                  |
| Decisión           | 2                  | 2                  |

| Resultado | Récord | Oponente          | Método                           | Evento               | Fecha                    | Ronda | Tiempo | Localización | Notas |
| --------- | ------ | ----------------- | -------------------------------- | -------------------- | ------------------------ | ----- | ------ | ------------ | --- |
| Derrota   | 11–3   | Xiong Jingnan     | Decisión (unánime)               | ONE on Prime Video 2 | 30 de septiembre de 2022 | 5     | 5:00   | Kallang      | Por el Campeonato de Peso Paja Femenino de ONE.                                                                                  |
| Victoria  | 11–2   | Stamp Fairtex     | Sumisión (rear naked choke)      | ONE Championship: X  | 26 de marzo de 2022      | 2     | 4:50   | Kallang      | Defendió el Campeonato de Peso Átomo Femenino de ONE. Actuación de la Noche. Dejó vacante el título el 30 de septiembre de 2023. |
| Victoria  | 10–2   | Xiong Jingnan     | Sumisión (rear naked choke)      | ONE Championship:    | 13 de octubre de 2019    | 5     | 4:48   | Tokio        | Regreso a Peso Átomo. Defendió el Campeonato de Peso Átomo Femenino de ONE.                                                      |
| Derrota   | 9–2    | Michelle Nicolini | Decisión (unánime)               | ONE Championship:    | 12 de julio de 2019      | 3     | 5:00   | Kuala Lumpur | |
| Derrota   | 9–1    | Xiong Jingnan     | TKO (patadas al cuerpo y golpes) | ONE Championship:    | 31 de marzo de 2019      | 5     | 1:37   | Tokio        | Regreso a Peso Paja. Por el Campeonato de Peso Paja Femenino de ONE.                                                             |
| Victoria  | 9–0    | Mei Yamaguchi     | Decisión (unánime)               | ONE Championship:    | 18 de mayo de 2018       | 5     | 5:00   | Kallang      | Defendió el Campeonato de Peso Átomo Femenino de ONE.                                                                            |
| Victoria  | 8–0    | Istela Nunes      | Sumisión (anaconda choke)        | ONE Championship:    | 26 de mayo de 2017       | 2     | 2:18   | Kallang      | Defendió el Campeonato de Peso Átomo Femenino de ONE.                                                                            |
| Victoria  | 7–0    | Jenny Huang       | TKO (golpes)                     | ONE Championship:    | 11 de marzo de 2017      | 3     | 3:37   | Bangkok      | Defendió el Campeonato de Peso Átomo Femenino de ONE.                                                                            |
| Victoria  | 6–0    | Mei Yamaguchi     | Decisión (unánime)               | ONE Championship:    | 6 de mayo de 2016        | 5     | 5:00   | Kallang      | Debut en peso átomo . Ganó el Campeonato de Peso Atómo Femenino de ONE.                                                          |
| Victoria  | 5–0    | Rebecca Heintzman | Sumisión (neck crank)            | ONE Championship:    | 20 de febrero de 2016    | 2     | 1:08   | Yakarta      | Pelea en peso pactado (120 libras).                                                                                              |
| Victoria  | 4–0    | Lena Tkhorevska   | Sumisión (rear naked choke)      | ONE Championship:    | 11 de diciembre de 2015  | 2     | 3:26   | Manila       | |
| Victoria  | 3–0    | Natalie Hills     | Sumisión (twister)               | ONE Championship:    | 13 de noviembre de 2015  | 1     | 2:24   | Kallang      | |
| Victoria  | 2–0    | Mona Samir        | Sumisión (rear naked choke)      | ONE Championship:    | 27 de septiembre de 2015 | 1     | 3:49   | Yakarta      | Pelea en peso pactado (120 libras).                                                                                              |
| Victoria  | 1–0    | Aya Saber         | Sumisión (armbar)                | ONE Championship:    | 22 de mayo de 2015       | 1     | 1:43   | Kallang      | Debut en Peso Paja. |